# Liste der Stolpersteine in Offenburg

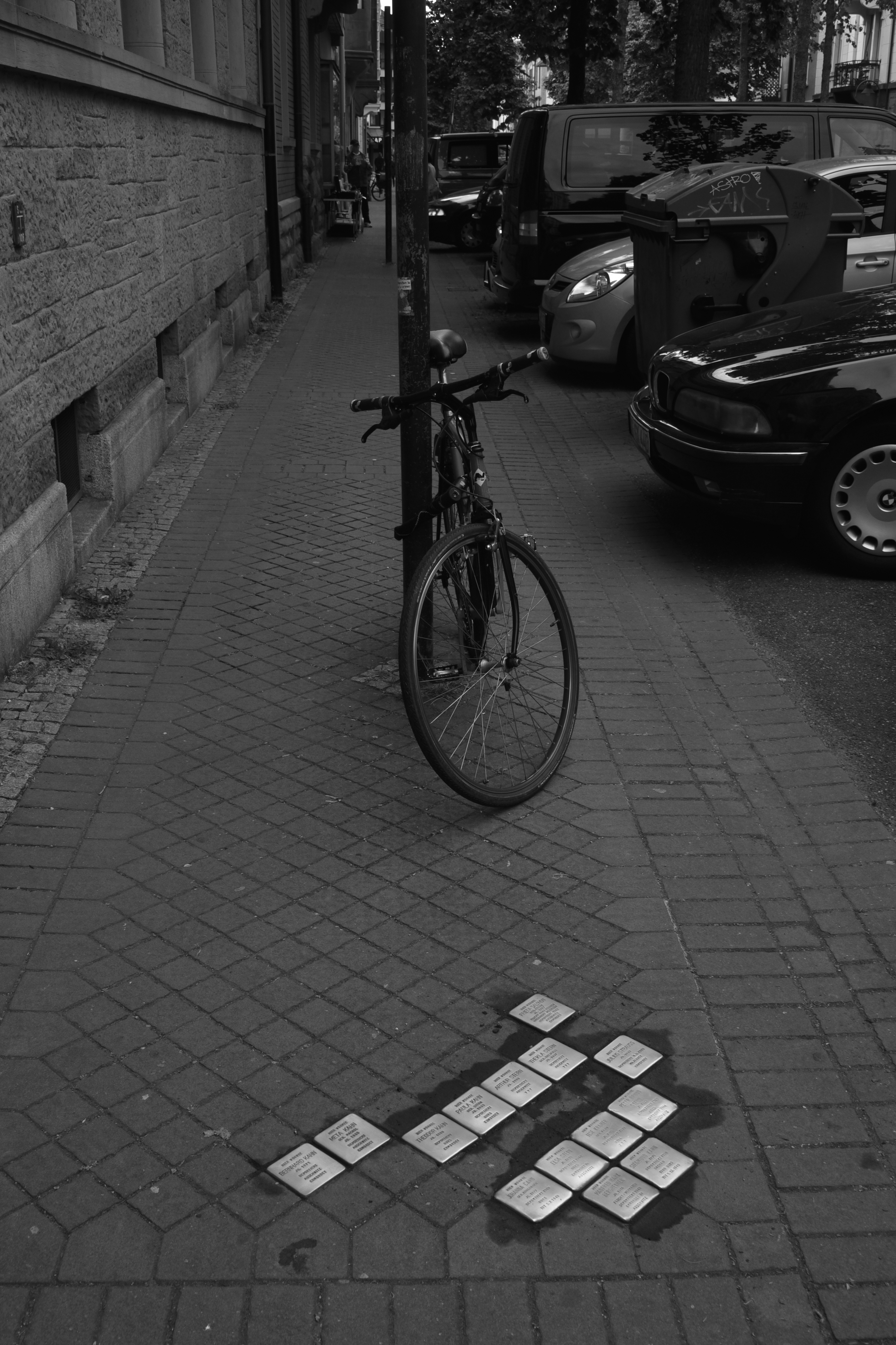
Stolpersteine in Offenburg

Die Liste der Stolpersteine in Offenburg führt die vom Künstler Gunter Demnig verlegten Stolpersteine in der Stadt Offenburg auf.

## Liste der Stolpersteine in Offenburg

### Stadtmitte
In Offenburg-Stadtmitte wurden 33 Stolpersteine an 22 Adressen verlegt. (Stand August 2022) Alle mit Sternchen gekennzeichneten Adressen zählen zum Stolperstein-Rundgang.
| Stolperstein | Inschrift | Verlegeort                                          | Name, Leben                                            |
| ------------ | --- | --------------------------------------------------- | ------------------------------------------------------ |
|              | HIER WOHNTE CHARLOTTE BERGHEIMER JG. 1887 DEPORTIERT 1940 GURS TOT JUNI 1944                                                                              | Prädikaturstraße 6 · Stadtmitte ·                   | Charlotte Bergheimer, geborene Brunschweig (1887–1944) |
|              | HIER WOHNTE EMIL BERGHEIMER JG. 1890 DEPORTIERT AUSCHWITZ ERMORDET 1942                                                                                   | Glaserstraße 1 · Stadtmitte ·                       | Emil Bergheimer (1890–1942)                            |
|              | HIER WOHNTE MARGOT BERGHEIMER JG. 1915 DEPORTIERT 1940 GURS TOT 1942 IN AUSCHWITZ                                                                         | Prädikaturstraße 6 · Stadtmitte ·                   | Margot Karola Bergheimer (1915–1942)                   |
|              | HIER WOHNTE SIEGFRIED BERGHEIMER JG. 1881 VERHAFTET 1938 DACHAU DEPORTIERT 12.2.1945 THERESIENSTADT BEFREIT / ÜBERLEBT                                    | Schlossergasse 14 · Stadtmitte ·                    | Siegfried Bergheimer (1881–?)                          |
|              | HIER WOHNTE SIGMUND BERGHEIMER JG. 1881 DEPORTIERT 1940 GURS TOT 1943 IN MAJDANEK                                                                         | Prädikaturstraße 6 · Stadtmitte ·                   | Sigmund Bergheimer (1881–1943)                         |
|              | IN OFFENBURG WOHNTE EMMA BODENHEIM JG. 1899 DEPORTIERT AUSCHWITZ ERMORDET                                                                                 | Hauptstraße 90* · Stadtmitte ·                      | Emma Bodenheim (1899-194?)                             |
|              | HIER WOHNTE FRANZ KARL BÜHLER JG. 1864 EINGEWIESEN 1898 'HEILANSTALT' ILLENAU 1900 'HEILANSTALT' EMMENDINGEN ERMORDET 4.4.1940 IN 'HEILANSTALT' GRAFENECK | Glaserstraße 7* · Stadtmitte ·                      | Franz Karl Bühler (1864–1940)                          |
|              | HIER WOHNTE SIEGFRIED GEISMAR JG. 1879 DEPORTIERT 1940 GURS 1943 MAJDANEK FÜR TOT ERKLÄRT                                                                 | Kreuzkirchstraße 4* · Stadtmitte ·                  | Siegfried Geismar (1879–1943)                          |
|              | IN OFFENBURG WOHNTE HANNY GLASER GEB. PHILIPSOHN JG. 1875 DEPORTIERT 1942 THERESIENSTADT TOT 27.12.1942                                                   | Hauptstraße 90* · Stadtmitte ·                      | Hanny Glaser, geborene Philipsohn (1875–1942)          |
|              | HIER WOHNTE LUDWIG GREILSHEIMER JG. 1879 DEPORTIERT 1940 GURS ERMORDET IN AUSCHWITZ                                                                       | Gymnasiumstraße 1 · Stadtmitte ·                    | Ludwig Greilsheimer (1879–1940/45)                     |
|              | HIER WOHNTE HEDWIG GRUMBACHER JG. 1886 DEPORTIERT 1940 GURS ERMORDET IN AUSCHWITZ                                                                         | Lange Straße 56 · Stadtmitte ·                      | Hedwig Grumbacher (1886–1940/45)                       |
|              | HIER WOHNTE UND ARBEITETE CARL HERMANN GÜNNER JG. 1881 VERHAFTET KZ NATZWEILER 1944 DACHAU ERMORDET 9.2.1945                                              | Hauptstraße 87* · Stadtmitte ·                      | Carl Hermann Günner (1881–1945)                        |
|              | HIER WOHNTE EMIL HABERER JG. 1874 DEPORTIERT 1940 GURS TOT 1943 IN                                                                                        | Ritterstraße 11* · Stadtmitte ·                     | Emil Haberer (1874–1941)                               |
|              | IN OFFENBURG WOHNTE BELLA JACOBS GEB. STEIN JG. 1879 DEPORTIERT ERMORDET JULI 1944 IN AUSCHWITZ                                                           | Hauptstraße 90* · Stadtmitte ·                      | Bella Jacobs, geborene Stein (1879–1944)               |
|              | HIER WOHNTE FRIEDA KAHN JG. 1876 DEPORTIERT 1942 THERESIENSTADT 1942 MALY TROSTINEC ERMORDET                                                              | Kornstraße 2* · Stadtmitte ·                        | Frieda Kahn (1876–1942)                                |
|              | HIER WOHNTE LEONIE KAHN GEB. SCHWARTZ JG. 1891 DEPORTIERT 1940 GURS 1942 AUSCHWITZ ERMORDET                                                               | Hauptstraße 85* · Stadtmitte ·                      | Leonie Kahn, geborene Schwartz (1891–1942)             |
|              | HIER WOHNTE ALBERT KERN JG. 1887 TOT 1940 IM KZ MAUTHAUSEN                                                                                                | Lindenplatz 12* · Stadtmitte ·                      | Albert Kern (1887–1940)                                |
|              | HIER WOHNTE KLARA LEVI GEB. KASSEWITZ JG. 1892 DEPORTIERT 1940 GURS ERMORDET 1942 AUSCHWITZ                                                               | Gerberstraße 14 · Stadtmitte ·                      | Klara Levi, geborene Kassewitz (1892–1942)             |
|              | HIER WOHNTE LEOPOLD KARL LEVI JG. 1890 DEPORTIERT 1940 GURS 1942 AUSCHWITZ ERMORDET                                                                       | Gerberstraße 14 · Stadtmitte ·                      | Leopold Karl Levi (1890–1942)                          |
|              | HIER WOHNTE ERWIN EMIL LION JG. 1913 DEPORTIERT 1942 RICHTUNG OSTEN ?                                                                                     | Gymnasiumstraße 1 · Stadtmitte ·                    | Erwin Emil Lion (1913–1942/45)                         |
|              | HIER WOHNTE AUGUST MEYER JG. 1881 DEPORTIERT 1940 GURS TOT 28.3.1941                                                                                      | Hauptstraße 32 · Stadtmitte ·                       | August Meyer (1881–1941)                               |
|              | HIER WOHNTE CHARLOTTE ROSENHEIMER GEB. TANNHAUSER JG. 1863 DEPORTIERT 1942 THERESIENSTADT TOT 3.9.1942                                                    | Glaserstraße 4 · Stadtmitte ·                       | Charlotte Rosenheimer, geborene Tannhauser (1863–1942) |
|              | HIER WOHNTE MINA ROSENHEIMER JG. 1890 DEPORTIERT 1942 IZBICA FÜR TOT ERKLÄRT                                                                              | Glaserstraße 4 · Stadtmitte ·                       | Mina Rosenheimer (1890–1942)                           |
|              | HIER WOHNTE ELIAS SCHNURMANN JG. 1868 DEPORTIERT 1938 DACHAU 1939 FLUCHT LUXEMBURG TOT 2.5.1944 IN THERESIENSTADT                                         | Hauptstraße 73* · Stadtmitte ·                      | Elias Schnurmann (1868–1944)                           |
|              | HIER WOHNTE ROSA SCHNURMANN GEB. VALFER JG. 1879 1939 FLUCHT LUXEMBURG TOT 29.3.1944 IN THERESIENSTADT                                                    | Hauptstraße 73* · Stadtmitte ·                      | Rosa Schnurmann, geborene Valfer (1879–1944)           |
|              | HIER WOHNTE BERTA SEIDEL GEB. WEICHSEL JG. 1872 DEPORTIERT 1944 THERESIENSTADT ERMORDET 27.4.1944                                                         | Prädikaturstraße 16 · Stadtmitte ·                  | Berta Seidel, geborene Weichsel (1872–1944)            |
|              | HIER WOHNTE ANNA STEIN JG. 1890 DEPORTIERT 1940 GURS FÜR TOT ERKLÄRT                                                                                      | Langestraße 41* Stadtmitte                          | Anna Stein (1890–1940/45)                              |
|              | HIER WOHNTE HENRIETTE WEIL JG. 1883 DEPORTIERT AUSCHWITZ ERMORDET                                                                                         | Ecke Gerberstraße 23 / Gerichtstraße · Stadtmitte · | Henriette Weil (1883–1940/45)                          |
|              | HIER WOHNTE JETTE WEIL JG. 1854 DEPORTIERT 1940 GURS TOT 20.12.1945 MACON                                                                                 | Kornstraße 2* · Stadtmitte ·                        | Jette Weil (1854–1945)                                 |
|              | HIER WOHNTE STEPHAN WEIL JG. 1905 DEPORTIERT 1941 TOT 27.5.1941 LUBLIN                                                                                    | Hauptstraße 42 · Stadtmitte ·                       | Stephan Weil (1905–1943)                               |
|              | HIER WOHNTE HANNCHEN WERTHEIMER GEB. NEULAND JG. 1858 DEPORTIERT 1940 TOT 24.3.1943 IN NOÉ                                                                | Hauptstraße 42 · Stadtmitte ·                       | Hannchen Wertheimer, geborene Neuland (1858–1943)      |
|              | HIER WOHNTE REGINA WERTHEIMER JG. 1872 DEPORTIERT 1940 TOT IN GURS                                                                                        | Prädikaturstraße 6 · Stadtmitte ·                   | Regina Wertheimer (1872–1940/44)                       |
|              | HIER WOHNTE DR. HERTHA WIEGAND GEB. LION JG. 1890 FLUCHT IN DEN TOD VOR DEPORTATION 12.1.1944                                                             | Wasserstraße 8* · Stadtmitte ·                      | Dr. Hertha Wiegand, geborene Lion (1890–1944)          |

### Kinzigvorstadt
in der Kinzigvorstadt wurden 19 Stolpersteine an sechs Adressen verlegt.
| Stolperstein | Inschrift                                                                                      | Verlegeort                              | Name, Leben                                      |
| ------------ | ---------------------------------------------------------------------------------------------- | --------------------------------------- | ------------------------------------------------ |
|              | HIER WOHNTE IDA ADLER JG. 1901 DEPORTIERT 1940 GURS ERMORDET IN AUSCHWITZ                      | Grabenallee 16 · Kinzigvorstadt ·       | Ida Adler (1901–1940/45)                         |
|              | HIER WOHNTE JAKOB ADLER JG. 1867 DEPORTIERT 1938 TOT 27.12.1938 DACHAU                         | Grabenallee 16 · Kinzigvorstadt ·       | Jakob Adler (1867–1938)                          |
|              | HIER WOHNTE SOPHIA ADLER GEB. ROTHSCHILD JG. 1873 DEPORTIERT 1940 GURS ERMORDET IN AUSCHWITZ   | Grabenallee 16 · Kinzigvorstadt ·       | Sophie Adler, geborene Rothschild (1873–1940/45) |
|              | HIER WOHNTE FRANZ JOSEF BODENHEIMER JG. 1890 DEPORTIERT 1940 GURS TOT 1945                     | Schanzstraße 7 · Kinzigvorstadt ·       | Franz Josef Bodenheimer (1890–1945)              |
|              | HIER WOHNTE DINA DEUTSCH GEB. SCHNURMANN JG. 1890 1939 FLUCHT ITALIEN TOT 1942                 | Badstraße 41 · Kinzigvorstadt ·         | Dina Deutsch, geborene Schnurmann (1880–1942)    |
|              | HIER WOHNTE HERBERT FINKELSCHERER JG. 1903 DEPORTIERT AUSCHWITZ ERMORDET 31.12.1942            | Grabenallee 16 · Kinzigvorstadt ·       | Herbert Finkelscherer (1903–1942)                |
|              | HIER WOHNTE MAX GROMBACHER JG. 1882 DEPORTIERT 4.3.1943 MAJDANEK ?                             | Philosophenweg 20 · Kinzigvorstadt ·    | Max Grombacher (1882–1943)                       |
|              | HIER WOHNTE ADOLF KAHN JG. 1880 DEPORTIERT 1940 GURS TOT 1942 IN RIVESALTES                    | Schanzstraße 7 · Kinzigvorstadt ·       | Adolf Kahn (1880–1942)                           |
|              | HIER WOHNTE BERTA KAHN GEB. GRÜNEBAUM JG. 1885 DEPORTIERT 1940 GURS ERMORDET 1945 IN AUSCHWITZ | Schanzstraße 7 · Kinzigvorstadt ·       | Berta Kahn, geborene Grünebaum (1885–1945)       |
|              | HIER WOHNTE JULIA LION JG. 1878 DEPORTIERT 1940 GURS TOT 30.12.1940                            | Grabenallee 16 · Kinzigvorstadt ·       | Julia Lion (1878–1940)                           |
|              | HIER WOHNTE ARTHUR MAIER JG. 1899 DEPORTIERT ?                                                 | Schanzstraße 7 · Kinzigvorstadt ·       | Arthur Maier (1899-194?)                         |
|              | HIER WOHNTE IRMA ROSA MAIER GEB. BECK JG. 1902 DEPORTIERT ?                                    | Schanzstraße 7 · Kinzigvorstadt ·       | Irma Rosa Maier, geborene Beck (1902-194?)       |
|              | HIER WOHNTE FANNY MEIER GEB. BERGHEIMER JG. 1889 DEPORTIERT AUSCHWITZ ERMORDET                 | Ortenbergerstraße 12 · Kinzigvorstadt · | Fanny Meier, geborene Bergheimer (1889-194?)     |
|              | HIER WOHNTE JAKOB MEIER JG. 1880 DEPORTIERT AUSCHWITZ ERMORDET                                 | Ortenbergerstraße 12 · Kinzigvorstadt · | Jakob Meier (1880-194?)                          |
|              | HIER WOHNTE GRETE SCHNURMANN JG. 1910 DEPORTIERT 1942 RAVENSBRÜCK TOT 1942                     | Badstraße 41 · Kinzigvorstadt ·         | Grete Schurmann (1910–1942)                      |
|              | HIER WOHNTE ALEXANDER SPITZER JG. 1867 DEPORTIERT GURS TOT 7.12.1941                           | Stegermattstraße 10 · Kinzigvorstadt ·  | Alexander Spitzer (1867–1941)                    |
|              | HIER WOHNTE ISIDOR SPITZER JG. 1910 DEPORTIERT 23.3.1943 MAJDANEK ?                            | Stegermattstraße 10 · Kinzigvorstadt ·  | Isidor Spitzer (1910–1943/45)                    |
|              | HIER WOHNTE MAX WEIL JG. 1879 DEPORTIERT 1940 GURS TOT 1941 IN RIVESALTES                      | Schanzstraße 7 · Kinzigvorstadt ·       | Max Weil (1879–1941)                             |
|              | HIER WOHNTE PAULA BELLA WEIL GEB. LÖB JG. 1889 DEPORTIERT 1940 AUSCHWITZ ERMORDET 1945         | Schanzstraße 7 · Kinzigvorstadt ·       | Paula Bella Weil, geborene Löb (1889–1945)       |

### Nordstadt
in der Nordstadt wurden vier Stolpersteine an einer Adressen verlegt.
| Stolperstein | Inschrift | Verlegeort                     | Name, Leben                                  |
| ------------ | --- | ------------------------------ | -------------------------------------------- |
|              | HIER WOHNTE EDITH TRUDE LION JG. 1922 DEPORTIERT 1940 GURS WEITERDEPORTIERT RICHTUNG OSTEN FÜR TOT ERKLÄRT        | Franz-Volk-Straße 45 Nordstadt | Edith Trude Lion (1922–1940/45)              |
|              | HIER WOHNTE HANS FRIEDRICH MAX LION JG. 1920 DEPORTIERT 1940 GURS WEITERDEPORTIERT RICHTUNG OSTEN FÜR TOT ERKLÄRT | Franz-Volk-Straße 45 Nordstadt | Hans Friedrich Max Lion (1920–1940/45)       |
|              | HIER WOHNTE JOHANNA LION GEB. SOMMER JG. 1899 DEPORTIERT RICHTUNG OSTEN ?                                         | Franz-Volk-Straße 45 Nordstadt | Johanna Lion, geborene Sommer (1899–1940/45) |
|              | HIER WOHNTE KARL LION JG. 1879 DEPORTIERT 1940 GURS WEITERDEPORTIERT RICHTUNG OSTEN FÜR TOT ERKLÄRT               | Franz-Volk-Straße 45 Nordstadt | Karl Lion (1899–1940/45)                     |

### Nord-West-Stadt
In der Nord-West-Stadt wurden 15 Stolpersteine an sechs Adressen verlegt
| Stolperstein | Inschrift                                                                               | Verlegeort                                                   | Name, Leben                                    |
| ------------ | --------------------------------------------------------------------------------------- | ------------------------------------------------------------ | ---------------------------------------------- |
|              | HIER WOHNTE SIGMUND BLOCH JG. 1878 DEPORTIERT 1942 RICHTUNG OSTEN ?                     | Philipp-Reis-Straße 3 (vorm. Blumenstraße 3) Nord-West-Stadt | Sigmund Bloch (1878–1942/45)                   |
|              | HIER WOHNTE SOFIE DREIFUSS JG. 1876 DEPORTIERT 1940 GURS ?                              | Philipp-Reis-Straße 3 (vorm. Blumenstraße 3) Nord-West-Stadt | Sofie Dreifuss (1876–1940/45)                  |
|              | HIER WOHNTE ALFRED ALEXANDER EBSTEIN JG. 1909 DEPORTIERT ?                              | Philipp-Reis-Straße 3 (vorm. Blumenstraße 3) Nord-West-Stadt | Alfred Alexander Ebstein (1909–1940/45)        |
|              | HIER WOHNTE ISMAR EBSTEIN JG. 1878 DEPORTIERT 1940 GURS TOT 1942 IN RÉCÉBÉDOU           | Philipp-Reis-Straße 3 (vorm. Blumenstraße 3) Nord-West-Stadt | Ismar Ebstein (1878–1942)                      |
|              | HIER WOHNTE JAKOB GUTMANN JG. 1851 DEPORTIERT 21.8.1942 THERESIENSTADT TOT 7.11.1942    | Okenstraße 3 Nord-West-Stadt                                 | Jakob Gutmann (1851–1942)                      |
|              | HIER WOHNTE BERTHA HAMMEL GEB. BENSINGER JG. 1862 DEPORTIERT RIVESALTES TOT 25.2.1941   | Gaswerkstraße 17 Nord-West-Stadt                             | Berta Hammel, geborene Bensinger (1862–1941)   |
|              | HIER WOHNTE IRMA HAMMEL GEB. HAMMEL JG. 1901 DEPORTIERT 1940 GURS ERMORDET IN AUSCHWITZ | Gaswerkstraße 17 Nord-West-Stadt                             | Irma Hammel, geborene Hammel (1901–1940/45)    |
|              | HIER WOHNTE JULIUS HAMMEL JG. 1888 DEPORTIERT 1940 GURS ERMORDET IN AUSCHWITZ           | Gaswerkstraße 17 Nord-West-Stadt                             | Julius Hammel (1888–1940/45)                   |
|              | HIER WOHNTE LEOPOLD KAHN JG. 1860 DEPORTIERT 1942 THERESIENSTADT TOT 1942               | Okenstraße 3 Nord-West-Stadt                                 | Leopold Kahn (1860–1942)                       |
|              | HIER WOHNTE ISIDOR KLEEBERG JG. 1874 DEPORTIERT 21.8.1942 THERESIENSTADT TOT 24.11.1942 | Okenstraße 3 Nord-West-Stadt                                 | Isidor Kleeberg (1874–1942)                    |
|              | HIER WOHNTE REBEKKA KLEEBERG GEB. NEUHAUS JG. 1880 TOT 1.8.1942                         | Okenstraße 3 Nord-West-Stadt                                 | Rebekka Kleeberg, geborene Neuhaus (1880–1942) |
|              | HIER WOHNTE ROSA MOCH JG. 1905 DEPORTIERT 1940 GURS ERMORDET IN AUSCHWITZ               | Philipp-Reis-Straße 3 (vorm. Blumenstraße 3) Nord-West-Stadt | Rosa Moch (1905–1940/45)                       |
|              | HIER WOHNTE BETTY STRAUSS GEB. WEIL JG. 1880 DEPORTIERT GURS ?                          | Straßburgerstraße 3 Nord-West-Stadt                          | Betty Strauss, geborene Weil (1880–1940/45)    |
|              | HIER WOHNTE IRMA WEIL JG. 1896 DEPORTIERT AUSCHWITZ ERMORDET 31.8.1944                  | Okenstraße 42 Nord-West-Stadt                                | Irma Weil (1896–1944)                          |
|              | HIER WOHNTE LINA WEIL JG. 1887 DEPORTIERT 1941 RIGA ERMORDET                            | Lihlstraße 5 Nord-West-Stadt                                 | Lina Weil (1896–1944)                          |

### Oststadt
In der Oststadt wurden 44 Stolpersteine an 14 Adressen verlegt. (Stand: August 2022)
| Stolperstein | Inschrift | Verlegeort                                             | Name, Leben                                         |
| ------------ | --- | ------------------------------------------------------ | --------------------------------------------------- |
|              | HIER WOHNTE MAX ADLER JG. 1878 DEPORTIERT GURS TOT 26.5.1941                                                              | Wilhelmstraße 5 Oststadt                               | Max Adler (1878–1941)                               |
|              | HIER WOHNTE ARNOLD BAUM JG. 1889 DEPORTIERT 1942 AUSCHWITZ ERMORDET 9.8.1942                                              | Hildastraße 67 (nunmehr Weingartenstraße 19b) Oststadt | Arnold Baum (1889–1942)                             |
|              | HIER WOHNTE HANS BAUM JG. 1924 DEPORTIERT 1942 TOT 1942 IN DRANCY                                                         | Hildastraße 67 (nunmehr Weingartenstraße 19b) Oststadt | Hans Baum (1924–1942)                               |
|              | HIER WOHNTE LILLY BAUM GEB. BERNHEIM JG. 1900 DEPORTIERT 1942 TOT 1942 IN DRANCY                                          | Hildastraße 67 (nunmehr Weingartenstraße 19b) Oststadt | Lilly Baum, geborene Bernheim (1900–1942)           |
|              | HIER WOHNTE MANFRED MARX BERNHEIMER JG. 1914 FLUCHT / VERRATEN DEPORTIERT 1942 ERMORDET IN AUSCHWITZ                      | Hildastraße 57a Oststadt                               | Manfred Marx Bergheimer (1914–1942/45)              |
|              | HIER WOHNTE EMMA BLOCH GEB. BRESLAUER JG. 1873 DEPORTIERT 1940 GURS TOT 1941 IN RÉCÉBÉDOU                                 | Wilhelmstraße 5 Oststadt                               | Emma Bloch, geborene Breslauer (1873–1941)          |
|              | HIER WOHNTE JOHANNA CAHN GEB. KOHLHAGEN JG. 1877 DEPORTIERT 1940 GURS TOT 5.7.1943                                        | Hildastraße 57a Oststadt                               | Johanna Cahn, geborene Kohlhagen (1877–1943)        |
|              | HIER WOHNTE ESTHER COHN JG. 1926 DEPORTIERT 1942 THERESIENSTADT ERMORDET 1944 AUSCHWITZ                                   | Wilhelmstraße 15 Oststadt                              | Esther Cohn (1926–1944)                             |
|              | HIER WOHNTE SYLVIA COHN GEB. OBERBRUNNER JG. 1904 DEPORTIERT GURS TOT 30.9.1942 IN AUSCHWITZ                              | Wilhelmstraße 15 Oststadt                              | Sylvia Cohn, geborene Oberbrunner (1904–1942)       |
|              | HIER WOHNTE FLORA FINKELSCHERER GEB. MAYER JG. 1902 DEPORTIERT 1942 AUSCHWITZ FÜR TOT ERKLÄRT                             | Hildastraße 66 Oststadt                                | Flora Finkelscherer, geborene Mayer (1902–1942/45)  |
|              | HIER WOHNTE BERTA FRIEDMANN GEB. FRANKENBERGER JG. 1868 DEPORTIERT GURS TOT 24.1.1945 IN RABES                            | Wilhelmstraße 17 Oststadt                              | Berta Friedmann, geborene Frankenberger (1868–1945) |
|              | HIER WOHNTE MAX GRUMBACHER JG. 1882 DEPORTIERT 4.3.1943 MAJDANEK ?                                                        | Sofienstraße 1 Oststadt                                | Max Grumbacher (1882–1943/45)                       |
|              | HIER WOHNTE BABETTE HAMMEL GEB. KAHN JG. 1865 DEPORTIERT 1940 GURS TOT 27.2.1941                                          | Zellerstraße 21 Oststadt                               | Babette Hammel, geborene Kahn (1865–1941)           |
|              | HIER WOHNTE JENNY HAMMEL JG. 1889 DEPORTIERT AUSCHWITZ ERMORDET                                                           | Friedrichstraße 12 Oststadt                            | Jenny Hammel (1889–1940/45)                         |
|              | HIER WOHNTE JULCHEN HAMMEL JG. 1891 DEPORTIERT AUSCHWITZ ERMORDET                                                         | Friedrichstraße 12 Oststadt                            | Julchen Hammel (1891–1940/45)                       |
|              | HIER WOHNTE LISELOTTE NANETTE HAMMEL JG. 1919 DEPORTIERT 1942 IZBICA TOT 1945                                             | Sofienstraße 3 Oststadt                                | Liselotte Nanette Hammel (1919–1945)                |
|              | HIER WOHNTE MINA HAMMEL GEB. MACHOL JG. 1898 DEPORTIERT AUSCHWITZ ERMORDET                                                | Zellerstraße 21 Oststadt                               | Mina Hammel, geborene Machol (1898–1940/45)         |
|              | HIER WOHNTE PAUL HAMMEL JG. 1892 DEPORTIERT 1942 AUSCHWITZ ERMORDET 1945                                                  | Zellerstraße 21 Oststadt                               | Paul Hammel (1892–1945)                             |
|              | HIER WOHNTE SIMON HAMMEL JG. 1867 DEPORTIERT 1940 TOT 1940 IN GURS                                                        | Sofienstraße 3 Oststadt                                | Simon Hammel (1867–1940)                            |
|              | HIER WOHNTE SIEGFRIED OSKAR HAUSER JG. 1882 DEPORTIERT 1940 GURS ERMORDET 1944 AUSCHWITZ                                  | Friedrichstraße 12 Oststadt                            | Siegfried Oskar Hauser (1882–1944)                  |
|              | HIER WOHNTE SIGMUND HOFELER JG. 1856 DEPORTIERT 1940 GURS TOT 1942                                                        | Wilhelmstraße 5 Oststadt                               | Sigmund Hofeler (1856–1942)                         |
|              | HIER WOHNTE BERNHARD KAHN JG. 1871 DEPORTIERT AUSCHWITZ ERMORDET                                                          | Hildastraße 57a Oststadt                               | Bernhard Kahn (1871–1940/45)                        |
|              | HIER WOHNTE META KAHN GEB. MACHOL JG. 1886 DEPORTIERT AUSCHWITZ ERMORDET                                                  | Hildastraße 57a Oststadt                               | Meta Kahn, geborene Machol (1886–1940/45)           |
|              | HIER WOHNTE PAULA KAHN GEB. STERN JG. 1893 DEPORTIERT GURS ERMORDET                                                       | Hildastraße 57a Oststadt                               | Paula Kahn, geborene Stern (1893–1940/45)           |
|              | HIER WOHNTE SIEGMUND KAHN JG. 1876 DEPORTIERT 1938 DACHAU 1940 GURS TOT 1.12.1940                                         | Hildastraße 57a Oststadt                               | Siegmund Kahn (1876–1940/45)                        |
|              | HIER WOHNTE THEODOR KAHN JG. 1888 DEPORTIERT GURS ERMORDET                                                                | Hildastraße 57a Oststadt                               | Theodor Kahn (1888–1940/45)                         |
|              | HIER WOHNTE ILSE KRAMER GEB. KAHN JG. 1905 DEPORTIERT 1941 AUSCHWITZ ERMORDET                                             | Hildastraße 57a Oststadt                               | Ilse Kramer, geborene Kahn (1905–1941/45)           |
|              | HIER WOHNTE GUSTAV KUNZ JG. 1920 BEFEHLSVERWEIGERUNG ERSCHOSSEN 25.4.1944 POLOZK                                          | Wilhelmstraße 24 (Ecke Wartingerstraße) Oststadt       | Auguste Schwab (1920–1944)                          |
|              | HIER WOHNTE ANNA LESEM GEB. SPEYER JG. 1898 DEPORTIERT 1942 ?                                                             | Grimmelshausenstraße 6 · Oststadt ·                    | Anna Lesem, geborene Speyer (1898–1942/45)          |
|              | HIER WOHNTE GERTRUD MAIER GEB. SPEYER JG. 1901 DEPORTIERT GURS ?                                                          | Wilhelmstraße 5 Oststadt                               | Gertrud Maier, geborene Speyer (1901–1940/45)       |
|              | HIER WOHNTE SIEGFRIED MAIER JG. 1896 DEPORTIERT 1940 GURS AUSCHWITZ ?                                                     | Grimmelshausenstraße 6 · Oststadt ·                    | Siegfried Maier (1896–1940/45)                      |
|              | HIER WOHNTE EMIL NEU JG. 1874 DEPORTIERT 1940 GURS TOT 1944 AUF DER FLUCHT                                                | Weingartenstraße 19 Oststadt                           | Emil Neu (1874–1942)                                |
|              | HIER WOHNTE MARTHA OBERBRUNNER JG. 1890 10.10.1940 REICHENAU ERMORDET IN HEILANSTALT GRAFENECK                            | Wilhelmstraße 15 Oststadt                              | Martha Oberbrunner (1904–1942)                      |
|              | HIER WOHNTE HEINRICH ROSENBAUM JG. 1853 DEPORTIERT GURS ?                                                                 | Weingartenstraße 19 Oststadt                           | Heinrich Rosenbaum (1853–1940/45)                   |
|              | HIER WOHNTE FRIEDA SALOMON GEB. STERN JG. 1887 FLUCHT 1942 BELGIEN INTERNIERT MECHELEN DEPORTIERT 1942 AUSCHWITZ ERMORDET | Hildastraße 57a Oststadt                               | Frieda Salomon, geborene Stern (1887–1942/45)       |
|              | HIER WOHNTE OTTO SCHNEIDER JG. 1898 TOT 4.10.1944 IN MAUTHAUSEN                                                           | Franz-Ludwig-Mercy-Straße 10 Oststadt                  | Otto Schneider (1898–1944)                          |
|              | HIER WOHNTE AUGUSTE SCHWAB GEB. DIETZ JG. 1870 TOT 23.6.1940 HEILANSTALT GRAFENECK                                        | Wilhelmstraße 24 (Ecke Wartingerstraße) Oststadt       | Auguste Schwab, geborene Dietz (1870–1940)          |
|              | HIER WOHNTE ELSA STEIN JG. 1895 DEPORTIERT 1940 GURS ERMORDET IN AUSCHWITZ                                                | Hildastraße 57a Oststadt                               | Elsa Stein (1895–1940/45)                           |
|              | HIER WOHNTE ARTHUR STERN JG. 1888 DEPORTIERT AUSCHWITZ ?                                                                  | Hildastraße 57a Oststadt                               | Arthur Stern (1888–1940/45)                         |
|              | HIER WOHNTE PETER BRUNO STERN JG. 1929 DEPORTIERT 1940 GURS ERMORDET 1944 AUSCHWITZ                                       | Hildastraße 57a Oststadt                               | Peter Bruno Stern (1929–1944)                       |
|              | HIER WOHNTE THEKLA STERN GEB. DREIFUSS JG. 1897 DEPORTIERT AUSCHWITZ ?                                                    | Hildastraße 57a Oststadt                               | Thekla Stern, geborene Dreifuss (1897–1943)         |
|              | HIER WOHNTE JULIUS STRAUSS JG. 1882 DEPORTIERT 4.3.1943 MAJDANEK ERMORDET                                                 | Hildastraße 57a Oststadt                               | Julius Strauss (1882–1943/45)                       |
|              | HIER WOHNTE BETTY STURMANN JG. 1983 DEPORTIERT 1940 GURS ERMORDET IN AUSCHWITZ                                            | Wilhelmstraße 10 Oststadt                              | Betty Sturmann (1883–1940/45)                       |
|              | HIER WOHNTE JULIUS WEIL JG. 1881 DEPORTIERT GURS TOT 7.5.1942                                                             | Wilhelmstraße 5 Oststadt                               | Julius Weil (1881–1942)                             |
|              | HIER WOHNTE MAX WERTHEIMER JG. 1874 DEPORTIERT 1940 GURS ?                                                                | Sofienstraße 3 Oststadt                                | Max Wertheimer (1874–1940/45)                       |

## Verlegedaten
- April 2004
- 24.–26. September 2005
- 25. September 2007
- 25. Mai 2009: Hauptstraße 90 (an diesem Tag auch Filmvorführung)
- 29. Juli 2011: Hauptstraße 87